# Élise Gravel
Élise Gravel, née le 10 janvier 1977, est une auteure et une illustratrice canadienne, vivant à Montréal.

## Biographie
Élise Gravel est née le 10 janvier 1977. Elle étudie par la suite le graphisme.
Elle publie son premier ouvrage pour enfants Le Catalogue des gaspilleurs en 2003. 
Avec des dessins simples qu'elle diffuse sur les réseaux sociaux et sur son site, Élise Gravel met à disposition des parents et enseignants des affiches visant à déconstruire les clichés et les stéréotypes imposés aux enfants. 
Elle publie à l'occasion de la journée internationale de la fille, le 11 octobre 2017, une affiche Les Filles peuvent être. Dans cette affiche, elles présentent des situations où les filles peuvent être sales, bruyantes. Devant le succès de cette affiche, elle publie une version pour les garçons qui peuvent pleurer, être doux, calmes.
Son goût pour la satire et la parodie qu'elle utilise beaucoup dans ses albums provient de son père, François Gravel, romancier pour adultes et pour jeunes. Elle joue donc avec cet humour absurde pour dénoncer des enjeux comme la surconsommation ou l'industrialisation dans le but d'éveiller les jeunes de façon ludique.
En novembre 2020, le United States Postal Service indique vouloir publier en 2021 une série de timbres qu'elle a dessinée,.
Début 2024, elle fait savoir sur Instagram qu'elle fait l'objet de menaces en raison de ses positions pro-palestiniennes. En février, la Bibliothèque publique juive de Montréal retire ses ouvrages des rayons en raison des prises de position de l'autrice au sujet de la guerre à Gaza depuis 2023. Quelques jours plus tard l'établissement revient sur sa décision.

## Publications

### Littérature jeunesse
- Le Catalogue des gaspilleurs, Les 400 coups, 2003
- J'élève mon monstre, Les 400 coups, 2004
- Bienvenue chez Bigburp, Imagine, 2005
- Bienvenue à la Monstrerie, Les 400 coups, 2009
- Nunuche Gurlz, La Courte Échelle, 2010
- Je suis terrible, La Courte Échelle, 2011
- La Clé à molette, La Courte Échelle, 2012
- Jesse Elliot a peur de son ombre, Scholastic, 2014
- Le Grand Antonio, La Pastèque, 2014
- Ada la grincheuse en tutu[11], La Pastèque, 2016
- Une patate à vélo[12], La Courte Échelle, 2016
- Je veux un monstre!, Scholastic, 2016
- Olga et le machin qui pue, Scholastic, 2017
- Olga, on déménage, Scholastic, 2018
- La tribu qui pue, illustrations de Magali Le Huche, La Courte Échelle, 2018
- Tu peux[13], La Courte Échelle, 2018
- Le pire livre du monde, Scholastic, 2019
- C'est quoi un réfugié?, La Courte Échelle, 2019
- C'est moi qui décide![14], La Courte Échelle, 2020
- Pas moi, Scholastic, 2020
- Arlo et Pips: Le roi des oiseaux, Scholastic, 2020
- Ollie: un livre sur la pleine conscience, Scholastic, 2021
- Le rose, le bleu et toi! Un livre sur les stéréotypes de genre, La Courte Échelle, 2022 [15]
- Mon petit chien... et moi : j'écoute et j'apprivoise mes émotions, Gallimard jeunesse, 2022
- Nutshimit : un bain de forêt, Scholastic, 2023
- L'attaque des slips tueurs, Milan jeunesse, 2023
- Le fan club des microbes, Les 400 coups, 2024
- C'est mon cerveau!, Scholastic, 2024

Albums jeunesse aux États-Unis
- Adopt a Glurb, Blue Apple Books, 2010
- Let's doodle and draw together, Blue Apple Books, 2010

### Littérature générale
- Les Joies de la Maternité (poil au nez), Les 400 coups, 2009
- Nunuche Magazine, La Courte Échelle, 2010

## Prix et distinctions
- 2003 : Prix Lux pour Le Catalogue des Gaspilleurs[16]
- 2012 : Prix littéraire du Gouverneur général en 2012 dans la catégorie illustrations jeunesse pour son livre La clé à molette[17]
- 2015 : Prix jeunesse des libraires du Québec pour Jesse Elliot a peur de son ombre[18]
- 2015 : Prix Lux pour Le Grand Antonio[19]
- 2015 : Prix des premières lectures pour Petits dégoûtants T.4: Le rat [20]
- 2019 : Prix Droits et Libertés[21]
- 2022 : Prix Vicky Metcalf, pour l'ensemble de son œuvre [22]
- 2023 : Finaliste du Prix Espiègle pour Le rose, le bleu et toi![23]
- 2025 : Membre de l'Ordre du Canada[24]